# Список умерших в 1254 году

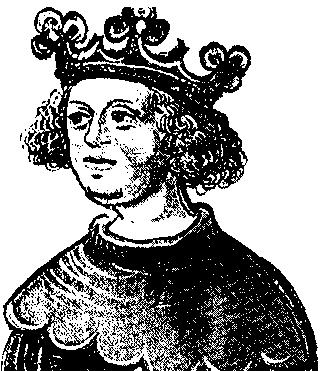
Конрад IV

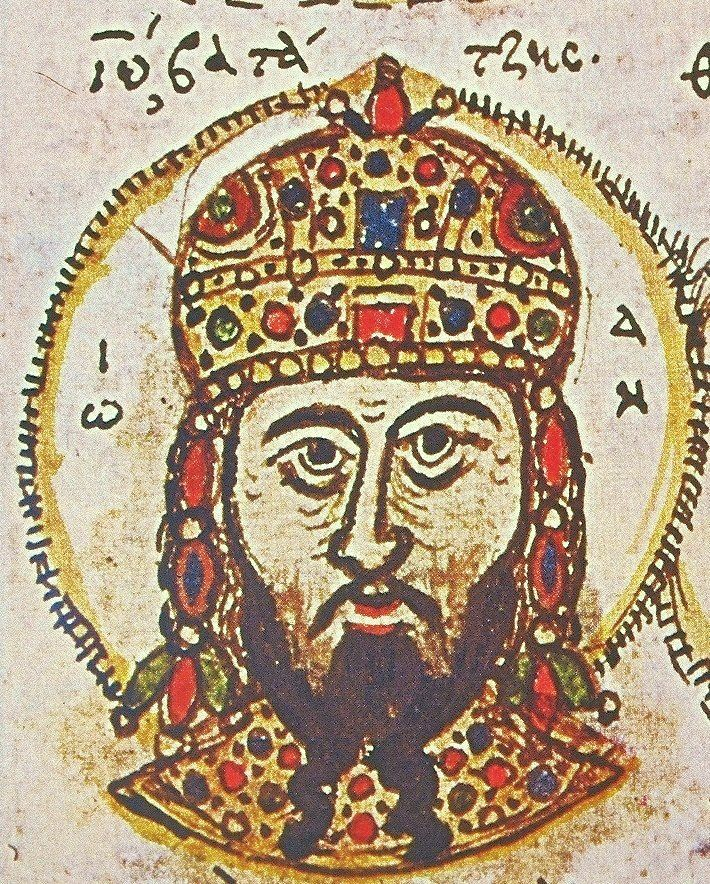
Иоанн III Дука Ватац

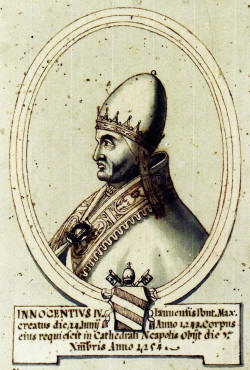
Иннокентий IV

В этой статье представлен список известных людей, умерших в 1254 году.
См. также: Категория:Умершие в 1254 году

## Март
- 2 марта — Герман I фон Лобдебург[нем.] — епископ Вюрцбурга (1225—1254)
- 28 марта — Уильям де Феррерс, 5-й граф Дерби — граф Дерби (1247—1254)

## Май
- 21 мая — Конрад IV (26) — король Иерусалима (как Конрад II) (1228—1254), король Германии (1237—1254) (самостоятельно с 1250 года), король Сицилии (как Конрад I) (1250—1254), герцог Швабии (как Конрад III) (1235—1254).

## Июнь
- 3 июня — Андреа Кацциоли[итал.] — ученик Франциска Ассизского, святой римско-католической церкви[1].
- 8 июня — Роберт Нантский[нем.] — епископ Нанта (1236—1240), католический патриарх Иерусалима (1240—1254)
- 17 июня — Ингеборг Эриксдоттер — жена ярла Биргера

## Июль
- 5 июля — Маргарита Ида де Рейнель — любовница Фридриха II Штауфена, позднее жена сеньора Сидона Балиана I де Гранье (1228—1239)

## Август
- 6 августа — Хью де Нортволд[англ.] — епископ Или (1229—1254)

## Октябрь
- 4 октября — Диего Лопес III де Аро — сеньор Бискайи (1236—1254)
- Мануил II — Константинопольский патриарх (1243—1254)

## Ноябрь
- 3 ноября — Иоанн III Дука Ватац — Никейский император (1221—1254)
- Торрес, Гиль — кардинал-дьякон Св. Косьмы и Дамиана (1216—1254), архиепископ Таррагоны (1233—1234)

## Декабрь
- 1 декабря — Абель де Гллейн[англ.] — епископ Сент-Эндрюса (1254)
- 7 декабря — Иннокентий IV — папа римский (1243—1254)
- 8 декабря — Конти, Стефано — кардинал-дьякон Сант-Адриано (1216—1228), кардинал-священник Санта-Мария-ин-Трастевере (1228—1254)

## Дата неизвестна или требует уточнения
- Аль-Ашраф Муса ибн Масуд, последний султан из династии Айюбидов (1250—1254).
- Бертольд фон Пиетенгау[нем.] — епископ Пассау (1250—1254)
- Вира Сомешвара[англ.] — правитель Хойсала (1235—1254), погиб в войне с Пандья.
- Гуго Ибелин-Бейрутский, по правам жены — титулярный князь Галилеи (с 1250/53).
- Гульельмо II ди Кальяри — юдекс Кальяри (1232—1254).
- Иоланда де Шатильон — графиня Невера, графиня Осера и графиня Тоннера (1250—1254).
- Махмуд Ялавач — государственный деятель Монгольской империи, наместник Мавераннахра, позднее наместник Пехина
- Рудольф фон Эмс — австрийский эпический поэт.
- Гилберт Сегрейв, английский аристократ и юстициарий.
- Сильвестр де Эвердон[англ.] — лорд-канцлер Англии (1244—1246), епископ Карлайла (1246—1254).
- Тамта, правительница Хлата (1245—1254).
- Фарис ад-Дин Актай[англ.] — эмир и лидер мамлюков при создании Бахритской династии в Египте, убит